# Sagy (Saône-et-Loire)
Sagy település Franciaországban, Saône-et-Loire megyében. Lakosainak száma 1250 fő (2022. január 1.). Sagy Le Fay, Ratte, Saint-Martin-du-Mont, Bruailles, Frontenaud, Le Miroir, Flacey-en-Bresse és Savigny-en-Revermont községekkel határos.

## Népesség
A település népessége az elmúlt években az alábbi módon változott:
| Lakosok száma | 2102 | 2118 | 1249 | 1245 | 1254 | 1229 | 1233 | 1231 | 1241 | 1250 |
|               | 1793 | 1800 | 2013 | 2015 | 2016 | 2018 | 2019 | 2020 | 2021 | 2022 |